# Paper Mario
Paper Mario é uma franquia de jogos eletrônicos e parte da franquia Mario, desenvolvida pela Intelligent Systems e publicada pela Nintendo. Ela combina elementos de RPG, ação e aventura, e quebra-cabeça. Os jogadores controlam uma versão de papel do Mario, geralmente com os seus aliados, numa missão para derrotar o antagonista. A franquia consiste em seis jogos e um spin-off; o primeiro, Paper Mario (2000), foi lançado para o Nintendo 64, e o mais recente, um remake de 2024 de Paper Mario: The Thousand-Year Door de 2004, para o Nintendo Switch.
O Paper Mario original começou como uma sequência do Super Mario RPG (1996), desenvolvido pela Square para o Super Nintendo Entertainment System. Mudanças no desenvolvimento fizeram com que o jogo se tornasse um jogo independente intitulado Mario Story no Japão. Embora os primeiros jogos da franquia tenham sido bem recebidos, Kensuke Tanabe queria que cada um tivesse um gênero diferente e elementos centrais de jogabilidade. Isso levou a franquia a mudar lentamente os gêneros de RPG para ação e aventura, embora alguns elementos de RPG ainda estejam presentes nos títulos mais recentes.
Os dois primeiros jogos da franquia, Paper Mario e The Thousand-Year Door, foram aclamados pela crítica e elogiados por sua história, personagens e jogabilidade exclusiva. Quando Paper Mario: Sticker Star foi lançado em 2012, a franquia começou a receber muitas reclamações sobre sua mudança de gênero, remoção de raças fictícias originais e designs de personagens menos exclusivos, mas continuou a receber elogios por sua escrita, personagens, música e visuais aprimorados inspirados em papel. Super Paper Mario é o jogo mais vendido da franquia, com 4,23 milhões de vendas em 2014. A franquia vendeu no total mais de 14 milhões de cópias.
Vários jogos de Paper Mario foram indicados para pelo menos um prêmio; The Thousand-Year Door ganhou o prêmio de "Jogo de RPG do Ano" no Interactive Achievement Awards de 2005, Super Paper Mario ganhou o prêmio de "RPG Excepcional" no Prêmios Satellite de 2007 e Sticker Star ganhou o prêmio de "Jogo Portátil do Ano" no D.I.C.E. Awards de 2012. The Origami King foi indicado a três prêmios, o maior número de uma só vez para a franquia. Os jogos, principalmente os dois primeiros títulos, inspiraram vários jogos indie, incluindo Bug Fables: The Everlasting Sapling. Vários elementos de Paper Mario também foram incluídos na franquia Super Smash Bros.

## Jogabilidade
Na franquia, Mario é encarregado com uma missão para explorar o Reino Cogumelo ou um mundo semelhante. Cada jogo divide o mundo em várias áreas exploráveis que contêm quebra-cabeças e elementos interativos, como obstáculos que Mario tem de atingir com seu martelo, que precisam ser concluídos para progredir na história. Os locais são projetados para parecerem feitos de papel e contêm moedas e outros itens colecionáveis, como troféus ocultos. Há também personagens não jogáveis (NPCs) com os quais Mario pode conversar. Todos os jogos, com exceção de Super Paper Mario, apresentam um sistema de combate baseado em turnos, em que Mario e um ou mais oponentes se revezam para atacar um ao outro.
Os dois primeiros jogos, Paper Mario e Paper Mario: The Thousand-Year Door, compartilham elementos similares àqueles de um RPG eletrônico convencional. Mario encontra múltiplos aliados que se juntam a ele na sua jornada, que podem ajudar a concluir tarefas nos mundos e a lutar em combates, sendo que a última característica é compartilhada com outros jogos de RPG. O jogador pode tanto realizar um ataque convencional, onde o jogador pode cronometrar um pressionar de botão do controle para dar mais dano, ou usar um ataque especial, os quais são mais forte, mas consome Pontos de Flor — uma estatística do jogo — quando utilizado. Ao derrotar um inimigo, pontos de experiência (conhecido no jogo como Pontos de Estrela ou SP) são concedidos, que faz Mario e seus aliados ficarem mais poderosos. Aprimoramento para ataques especiais podem ser encontrados nos mundos do jogo.
Super Paper Mario, o terceiro jogo da franquia, desvia do gênero RPG e se parece mais com um jogo de plataforma. Diferente dos outros dois jogos anteriores, que o sistema de combate é baseado em turnos, Mario não entra numa fase de combate e, em vez disso, luta contra o inimigo no próprio mundo em tempo real. Os pontos de experiência ainda são atribuídos ao derrotar inimigos. Apesar de Mario não lutar ao lado de um parceiro, Luigi, Princesa Peach e Bowser são jogáveis e parte do grupo de Mario. Além disso, aliados conhecidos como Pixls, que garantem habilidades para utilização em combate e atravessar níveis, podem ser invocados e utilizados.
Desde Paper Mario: Sticker Star, os jogos de Paper Mario foram direcionados mais para o gênero de ação e aventura. Os elementos de RPG, como pontos de experiência, aliados, um enredo complexo e uma variedade de raças fictícias, foram reduzidos. Em vez disso, foi dada ênfase à solução de quebra-cabeças, a um novo sistema de pontos de experiência e a uma nova jogabilidade estratégica e semelhante a quebra-cabeça em torno do combate.

## Jogos
| 2000 | Paper Mario                         |
| 2001 |                                     |
| 2002 |                                     |
| 2003 |                                     |
| 2004 | Paper Mario: The Thousand-Year Door |
| 2005 |                                     |
| 2006 |                                     |
| 2007 | Super Paper Mario                   |
| 2008 |                                     |
| 2009 |                                     |
| 2010 |                                     |
| 2011 |                                     |
| 2012 | Paper Mario: Sticker Star           |
| 2013 |                                     |
| 2014 |                                     |
| 2015 | Mario & Luigi: Paper Jam            |
| 2016 | Paper Mario: Color Splash           |
| 2017 |                                     |
| 2018 |                                     |
| 2019 |                                     |
| 2020 | Paper Mario: The Origami King       |
| 2021 |                                     |
| 2022 |                                     |
| 2023 |                                     |
| 2024 | Paper Mario: The Thousand-Year Door |

### Série principal

#### Paper Mario(2000)
Paper Mario é um RPG eletrônico lançado para Nintendo 64 em 2000 no Japão e 2001 no resto do mundo. O jogo foi posteriormente relançado no iQue Player em 2004, no Wii Virtual Console em 2007, no Wii U Virtual Console em 2015, e no Nintendo Switch Online em 2021. Em Paper Mario, Bowser sequestra a Princesa Peach e rouba os sete Star Spirits e a Star Rod para se tornar invencível. Mario deve salvar os Star Spirits aprisionados, derrotar Bowser e salvar o Reino Cogumelo.
A jogabilidade gira em torno de Mario e seus aliados resolvendo quebra-cabeças, sendo que muitos dos desafios são projetados com base em uma das habilidades exclusivas dos personagens. Mario encontra vários parceiros à medida que o jogo avança. Em combate, Mario e seus aliados têm habilidades especiais que consomem FP quando executadas. No mundo do jogo, é possível descobrir outras habilidades que podem ser usadas em combate.

#### Paper Mario: The Thousand-Year Door(2004/2024)
Paper Mario: The Thousand-Year Door é um RPG eletrônico lançado para o GameCube em 2004. Um remake de The Thousand Year Door foi anunciado para o Nintendo Switch em setembro de 2023 e lançado em 23 de maio de 2024.
O jogo se passa principalmente na cidade central de Rogueport e arredores, onde Mario e Peach descobrem uma porta trancada que supostamente leva às riquezas de um reino perdido. Logo depois, Peach é sequestrada pelos X-Nauts, que querem abrir a porta. Peach envia uma mensagem a Mario sobre seu sequestro e o informa que ele precisa procurar as sete Crystal Stars para encontrar o tesouro. Durante esse processo, Mario é amaldiçoado, o que lhe permite realizar movimentos especiais, como dobrar-se em um avião de papel ou em um barco. O combate ocorre em um palco diante de uma plateia ao vivo; se Mario tiver um bom desempenho na batalha, a plateia jogará itens úteis no palco ou causará danos ao oponente. Por outro lado, os membros da plateia vão embora e, às vezes, causam danos a Mario se ele tiver um mau desempenho.

#### Super Paper Mario(2007)
Super Paper Mario é um RPG de ação e plataforma lançado para o Wii em 2007. No jogo, um novo vilão, Count Bleck, invoca o Chaos Heart para destruir e refazer o universo a seu gosto. Mario parte para deter o Conde Bleck, coletando os oito Pure Heart com a ajuda de Peach, Luigi, Bowser e uma nova aliada chamada Tippi.
Ao contrário dos jogos anteriores, Super Paper Mario apresenta uma jogabilidade mais próxima dos jogos de plataforma do que de RPG. Mario pode alternar entre 2D e 3D, rodando a câmara 90 graus para alterar a perspectiva do jogo. Quando muda de dimensão, elementos ocultos tornam-se visíveis. Mario é ajudado por outros aliados chamados Pixls, que têm diferentes habilidades. Por exemplo, o Pixl Thoreau permite a Mario apanhar e atirar objetos. Em vez de um sistema de combate por turnos, as batalhas decorrem no mundo do jogo em tempo real; após a vitória, Mario recebe XP.

#### Paper Mario: Sticker Star(2012)
Paper Mario: Sticker Star é um jogo eletrônico de gênero híbrido lançado para o Nintendo 3DS em 2012. No jogo, o Reino Cogumelo está comemorando o Sticker Fest, um evento anual em que os residentes podem desejar ao Sticker Comet e ter seus desejos atendidos pelos Royal Stickers que vivem dentro do cometa. No entanto, Bowser aparece e destrói o cometa, espalhando os seis Royal Stickers pelo reino. Mario, aliado a um adesivo chamado Kersti, procura os adesivos perdidos para consertar o Sticker Comet.
A jogabilidade de Sticker Star depende muito dos adesivos, que podem ser encontrados presos pelo mundo do jogo, comprados nas lojas do jogo com moedas ou recebidos de outros NPCs. Em combate, as habilidades de Mario dependem dos adesivos obtidos; por exemplo, um adesivo de salto permite que Mario pule e pise nos inimigos. Outros adesivos, chamados de Thing Stickers, se assemelham a objetos do mundo real que podem ser usados como um poderoso ataque contra os inimigos ou para resolver quebra-cabeças no mundo. Além do uso de adesivos, Mario pode transformar em papel o ambiente para achatar o entorno e revelar adesivos e outros segredos.

#### Paper Mario: Color Splash(2016)
Paper Mario: Color Splash é um jogo eletrônico de gênero híbrido lançado para o Wii U em 2016. Em Color Splash, Mario e Peach descobrem um Toad sem cor, o que os leva a navegar até a Ilha das Seis Cores para investigar a estranheza. Após perceberem que a ilha também está sem cor, eles conversam com Huey, guardião da fonte da Ilha das Seis Cores, que explica que as seis Megaestrelas de Tinta que dão cor à ilha foram espalhadas, o que mais tarde foi revelado como obra de Bowser.
Color Splash preserva certos elementos de jogabilidade introduzidos em Sticker Star. Mario está equipado com um martelo de tinta; é possível encontrar vários recipientes de tinta vermelha, amarela e azul que podem ser aplicados ao martelo de Mario. Quando ele bate em algo no mundo, um objeto não colorido é colorido, recompensando com itens como moedas. O jogador pode usar o Wii U GamePad para traçar um buraco no ambiente de papel para revelar segredos, conhecido como a habilidade "recorte". Assim como em Sticker Star, o jogador pré-determina sua ação em combate com cartas para determinar a ação e o alvo. As cartas podem ser coletadas no mundo ou compradas em lojas. Há cartas de coisa, que funcionam de forma semelhante aos Thing Stickers de Sticker Star.

#### Paper Mario: The Origami King(2020)
Paper Mario: The Origami King é um jogo eletrônico de gênero híbrido lançado para o Nintendo Switch em 2020. Mario e Luigi vão para Toad Town no Reino Cogumelo, que descobrem estar abandonada. No Castelo de Peach, eles descobrem que Peach sofreu lavagem cerebral, sendo dobrada em origâmi pelo Rei Olly. Muitos outros residentes, incluindo Bowser, tiveram o mesmo destino. Rei Olly cobre o castelo com cinco serpentinas mágicas e Mario, auxiliado pela irmã de Olly, Olivia, parte para destruir as serpentinas e derrotar Olly.
Diferente de Sticker Star e Color Splash, o jogo reintroduz alguns elementos de RPG. O jogo traz de volta os aliados, embora em um papel simplificado em comparação com os dois primeiros jogos de Paper Mario. Mario tem uma habilidade chamada 1000 Fold Arms, que lhe dá braços grandes que podem ser usados para rasgar partes do ambiente e revelar segredos. Além disso, ele possui um saco de confete, usado para preencher os buracos vazios do mundo. O combate enfatiza a solução de quebra-cabeças em um campo de combate circular; o círculo é dividido em anéis e o jogador tem tempo para girar os anéis horizontal e verticalmente para alinhar os inimigos e causar mais dano.

### Spin-offs

#### Mario & Luigi: Paper Jam(2015)
Mario & Luigi: Paper Jam é um jogo de eletrônico de RPG desenvolvido pela AlphaDream e publicado pela Nintendo para o Nintendo 3DS em 2015. É um crossover entre a franquia Paper Mario e a outra série spin-off da Nintendo, Mario & Luigi. Em Paper Jam, Luigi acidentalmente derruba um livro que contém o universo de Paper Mario, o que faz com que os dois universos se cruzem e espalhem os residentes de Paper Mario por todo o Reino Cogumelo. Os dois Bowsers de ambos os universos se unem para sequestrar as duas Princesas Peach.
Embora Paper Jam seja um crossover, sua jogabilidade é mais parecida com a de Mario & Luigi do que com a de Paper Mario. O jogador controla simultaneamente Mario e Luigi, que usam suas habilidades habituais, e o Mario de Papel, cujas ações são inspiradas em papel, o que inclui dobrar-se em shuriken em combate e realizar um ataque de alto dano empilhando várias cópias de si.

## Desenvolvimento e história

### 1984–2005 Fundação da Intelligent Systems,Paper MarioeThe Thousand-Year Door

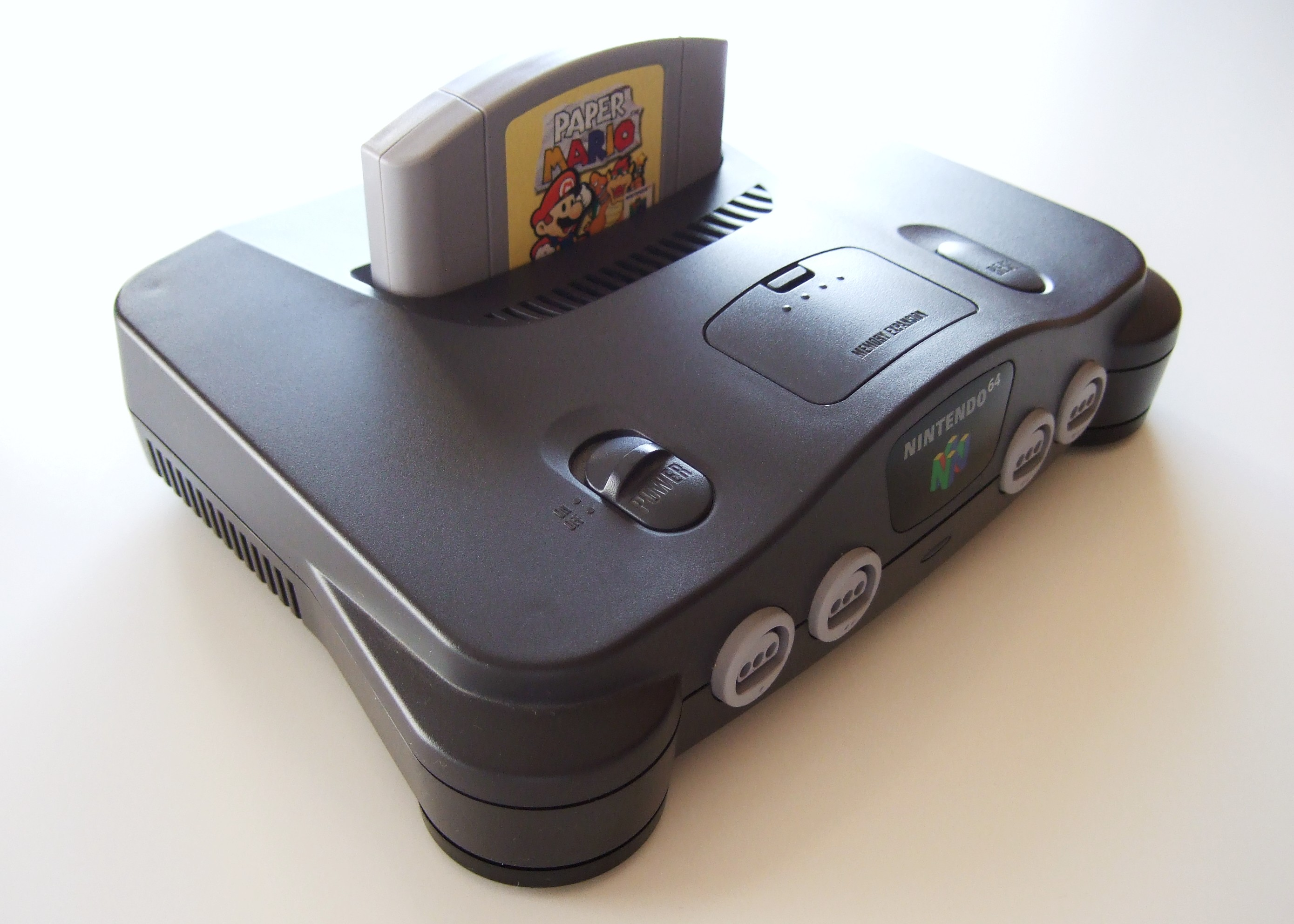
Paper Mario inserido num Nintendo 64

A Intelligent Systems foi fundada após Tohru Narihiro ser contratado pela Nintendo para converter jogos do Famicom Disk System para cartuchos na década de 1980. Narihiro passou a desenvolver jogos de sucesso nas franquias Wars e Fire Emblem, o que lhe permitiu expandir sua empresa com artistas e desenvolvedores adicionais.
Super Mario RPG, lançado para Super Nintendo, foi o primeiro jogo RPG do Mario, sendo desenvolvido pela Square. A Square utilizou mecânicas de jogabilidade experimentais, como o pressionar cronometrado do botão para dar mais dano no combate, para tentar fazer com que os fãs se interessem pelo gênero. Apesar de a Nintendo querer que a Square fizesse outro jogo de RPG, a Square posteriormente assinou um contrato com a Sony Interactive Entertainment para criar Final Fantasy VII no primeiro PlayStation. No lugar disso, a Nintendo contratou a Intelligent Systems para criar um RPG para seu console mais novo até então, o Nintendo 64. O desenvolvimento do jogo iniciou logo após o lançamento do console no Japão em 1996. O jogo, produzido por Shigeru Miyamoto, foi originalmente planejado para ser uma sequência de Super Mario RPG, Super Mario RPG 2, usando gráficos similares ao seu antecessor, e era para ser lançado para o 64DD, um periférico de unidade de disco para o Nintendo 64. Naohiko Aoyama, o designer de arte do jogo, alterou posteriormente os gráficos para um estilo semelhante a pepel, pois acreditava que os jogadores iriam preferir um jogo com um design de personagens 2D "fofos" do que gráficos 3D low poly. O desenvolvimento levou quatro anos, sendo lançado em agosto de 2000, próximo ao fim da vida do console, com o GameCube próximo de ser anunciado. O Jogo foi intitulado Mario Story no Japão e Paper Mario na América do Norte.
Na Game Developers Conference de 2003, a Nintendo anunciou uma sequência direta do jogo anterior, The Thousand-Year Door. O jogo tinha uma demonstração jogável na E3 2004, sendo lançada mundialmente no final daquele ano como The Thousand-Year Door internacionalmente e Paper Mario RPG no Japão. Na mesma época que o jogo foi lançado, outra franquia de RPG de Mario, Mario & Luigi, foi criada para os consoles portáteis da Nintendo. O primeiro jogo da franquia foi Superstar Saga, desenvolvido pela AlphaDream e lançado para o Game Boy Advance em 2003. Kensuke Tanabe, o supervisor de The Thousand-Year Door, e a produtora assistente Risa Tabata se inspiraram em Miyamoto para introduzir diferentes conceitos de jogabilidade para tornar a franquia mais divertida. Numa entrevista de 2020, Tanabe reconheceu a dificuldade de manter a motivação quando todos os jogos da franquia são iguais, levando-os a explorar mudanças maiores na jogabilidade e na equipe de design de cada jogo.

### 2006–presente: Mudança de gênero, conceitos e filosofia
A franquia passou por mudanças em uma tentativa de alcançar novos e variados públicos. Para Super Paper Mario, o diretor do jogo Ryota Kawade queria surpreender os fãs da franquia com novos conceitos que não apareciam nos jogos anteriores. Quando a ideia de poder alternar entre 2D e 3D foi conceitualizada, ele apresentou a ideia ao novo produtor, Tanabe. Quando Tanabe aprovou, ambos concordaram que a ideia funcionaria bem como um jogo eletrônico de ação e aventura em vez de um RPG, e o combate em tempo real também foi introduzido para se adequar à ideia. Apesar das mudanças, Tanabe pediu aos roteiristas que mantivessem o enredo semelhante ao de um jogo de RPG. Super Paper Mario foi anunciado para o GameCube na E3 2006, mas foi portado para o Wii em meados de 2006, antes de ser lançado em abril de 2007. Como a intenção era para ser jogado em um controle do GameCube, ele não aproveitou totalmente os novos controles de movimento do Wii.
Trailers de Sticker Star foram exibidos na E3 2010, E3 2011 e Nintendo World 2011, mas seu título não foi anunciado até a E3 2012, e o jogo foi lançado no final do ano. Como Miyamoto não era mais o produtor da franquia, ele pediu aos desenvolvedores que não criassem novos personagens e, em vez disso, usassem os já estabelecidos na franquia Mario; a equipe de propriedade intelectual da Nintendo aplicou essa declaração nos jogos posteriores da franquia. Ele também pediu para mudar o sistema de combate de The Thousand-Year Door e remover a maioria dos elementos da história devido ao feedback inicial dos fãs.
O desenvolvimento de Paper Jam foi inspirado principalmente por Sticker Star. A AlphaDream queria usar um terceiro botão para controlar um terceiro personagem, e sentiu que o Mario de Papel se encaixaria para realizar esta função. A partir de Color Splash, os personagens possuem um contorno de papel branco em torno deles, a razão para isso era que os desenvolvedores de Paper Jam precisavam diferenciar os personagens de cada uma das franquias.
Como o Wii U possui um poder gráfico superior aos consoles anteriores da Nintendo, o desenvolvimento do Color Splash enfatizou os gráficos e os controles do console. Os artistas fizeram com que os gráficos parecessem papel e materiais de artesanato, e o Wii U GamePad influenciou fortemente o combate entre os jogadores, pois os desenvolvedores acharam os controles de movimento divertidos de usar. O produtor Kensuke Tenabe limitou a variedade de designs de personagens e continuou a dispensar os personagens originais, em respeito ao criador da franquia, Shigeru Miyamoto. O jogo foi anunciado por meio de uma apresentação no Nintendo Direct no início de 2016. O jogo teve uma recepção negativa posteriormente, pois os fãs ficaram frustrados com o fato de a franquia estar seguindo um formato de gênero de ação e aventura como Sticker Star. Tanabe mencionou que Mario & Luigi substituiria Paper Mario como a franquia de RPG e Tabata observou que a franquia Paper Mario se concentraria mais em elementos não RPG, como "resolução de quebra-cabeças" e "humor", para diferenciar uma franquia da outra. O jogo foi lançado mundialmente no início de outubro de 2016 e se tornou o jogo de menor venda da franquia, possivelmente devido às baixas vendas do Wii U e ao anúncio do Nintendo Switch antes de seu lançamento. Paper Jam foi o último jogo da franquia Mario & Luigi criado pela AlphaDream antes de a empresa declarar falência em 2019.

Este jogo é um jogo de ação e aventura. Tenho certeza de que está ciente de que, na Nintendo, também temos outra franquia de RPG chamada Mario & Luigi e, como já temos essa franquia Mario & Luigi de RPG estabelecida, para diferenciar essas duas franquias que estão em andamento ao mesmo tempo, tentamos nos concentrar mais nos elementos não RPG dos jogos Paper Mario.

Produtora Risa Tabata, E3 2016
Paper Mario: The Origami King foi planejado para ser anunciado para o 35.º aniversário de Super Mario Bros. no início de setembro de 2020, mas, em vez disso, foi anunciado em meados de maio do mesmo ano. Logo após o vazamento da ROM do jogo, o jogo foi lançado mundialmente em meados de julho de 2020. The Origami King é o primeiro jogo da franquia em que Miyamoto não esteve ativamente envolvido. Apesar da aparição de alguns personagens icônicos da franquia Mario e do retorno de aliados, os críticos ainda ficaram desapontados com a falta de participação deles no enredo e em outros aspectos do jogo. O jogo apresenta grandes mundos em vez dos níveis lineares dos jogos anteriores.
Numa entrevista de 2020 com a Video Games Chronicle, Tanabe reafirmou o que já havia dito em entrevistas anteriores: embora tenha tomado nota das críticas gerais, ele se certificou de não ignorar os "jogadores casuais" e os novos fãs da franquia. Com isso em mente, The Origami King se concentrou muito na resolução de quebra-cabeças. Tanabe disse que não poderia satisfazer todos os fãs entre os veteranos e os jogadores casuais e, em vez disso, tentou gravitar em torno de novos conceitos, razão pela qual The Origami King usou o origâmi como um novo tema de papel. Tanabe explicou como a escrita do jogo foi mantida ampla em seu contexto e formato para que pudesse ser compreendida por outras idades e culturas. Desde então, ele se manteve afastado de um enredo complicado porque isso "afastava o jogo do universo Mario", e, em vez disso, criou uma história em que diferentes locais estariam ligados a eventos memoráveis específicos. Tanabe também observou que não era mais possível trazer de volta personagens originais desde Sticker Star.
Como anúncio final de um Nintendo Direct em 14 de setembro de 2023, a Nintendo anunciou um remake de The Thousand-Year Door, com lançado para o Nintendo Switch em 23 de maio de 2024. Ele apresenta gráficos remasterizados em alta definição e mantém o estilo visual de artes e ofícios que foi estabelecido em Color Splash e The Origami King.

## Recepção e legado
| Jogo                                | Ano  | Unidades vendidas (em milhões) | Metacritic |
| ----------------------------------- | ---- | ------------------------------ | ---------- |
| Paper Mario                         | 2000 | 1,3                            | 93/100     |
| Paper Mario: The Thousand-Year Door | 2004 | 1,91                           | 87/100     |
| Super Paper Mario                   | 2007 | 4,23                           | 85/100     |
| Paper Mario: Sticker Star           | 2012 | 2,47                           | 75/100     |
| Paper Mario: Color Splash           | 2016 | 0,87                           | 76/100     |
| Paper Mario: The Origami King       | 2020 | 3,34                           | 80/100     |
| Paper Mario: The Thousand-Year Door | 2024 | 2,06                           | 88/100     |

### Análises
Paper Mario foi aclamado pela crítica quando foi lançado; o jogo foi recebido positivamente pela sua combinação de RPG, plataforma e elementos preexistentes da franquia Mario. A sua escrita e personagens receberam elogios adicionais. Publicações como a Nintendo Power e a GameSpot listaram-no entre os melhores jogos para a Nintendo 64. Foi listado como o 63.º melhor jogo para uma console da Nintendo no "Top 200 Jogos" da Nintendo Power em 2006.
The Thousand-Year Door é frequentemente classificado como um dos melhores jogos da franquia. Os críticos elogiaram o enredo e as personagens do jogo, com a Eurogamer a considerar a história com um tom caprichoso. A nova mecânica de jogo baseada em papel e o público também foram elogiados. The Thousand-Year Door ganhou o prêmio "Jogo de RPG do Ano" no 8.º edição do Interactive Achievement Awards.
Apesar de se desviar do estilo RPG, Super Paper Mario ainda recebeu críticas positivas. O conceito de mudança de dimensões foi elogiado, embora tenha havido algumas reclamações devido à jogabilidade subdesenvolvida. Alguns críticos criticaram o enredo como excessivamente complicado, mas a maioria elogiou a escrita e o humor do jogo. O jogo foi comumente listado como um dos melhores jogos do Wii.
Sticker Star recebeu críticas mais mistas do que seus antecessores. Os críticos gostaram dos gráficos, da escala do mundo, e dos personagens, apesar de haver uma falta de variedade no design dos personagens, e a mecânica de jogo, como os adesivos, não tenham sido bem recebidos. Embora alguns críticos tenham gostado da camada adicional de estratégia, como Philip Kollar, da Polygon, que a considerou envolvente, várias funções dos adesivos foram criticadas. Os Thing Stickers foram considerados um dos maiores pontos fracos do jogo, e os adesivos em geral não foram apreciados por terem apenas uma solução para cada quebra-cabeça e por frequentemente exigirem que os jogadores voltassem atrás. Sticker Star foi desdenhado pelos fãs pela perda de um sistema de combate estratégico.
Após sua revelação, os fãs criticaram Color Splash por dar continuidade à tendência de jogos de ação e aventura, sendo criada uma petição no Change.org pedindo seu cancelamento. O jogo foi inicialmente ainda mais menosprezado quando foi anunciado, mas recebeu críticas positivas no lançamento. A maioria dos críticos elogiou os gráficos redefinidos e a trilha sonora, mas o combate foi considerado muito simplista e alguns críticos observaram a falta de necessidade geral do jogo. Dan Ryckert, crítico do Giant Bomb, observou que a principal função das moedas era comprar cartas para o combate, que concediam moedas em troca; ele considerou o sistema geral como sem sentido. Ryckert também criticou a representação dos personagens, como a abundância de Toads, por não ter os designs originais que os jogos anteriores tinham.

[The] Origami King de Nintendo Switch, é a próxima grande esperança e, embora o último lançamento pareça ter resolvido alguns dos problemas que os fãs tinham com os lançamentos anteriores recentes, muitos fãs da franquia provavelmente ficarão esperando pela mítica sequência de Thousand Year Door no céu.

Andy Robinson, análise de Paper Mario: The Origami King da Video Games Chronicle
The Origami King adicionou novamente elementos de RPG favoritos e removeu recursos indesejados, embora ainda tenha sido criticado por continuar o formato de ação e aventura. Ele foi elogiado por seus elementos interativos, escrita, personagens, e construção de mundo. Entre esses elementos estavam os Toads escondidos, que os críticos chamavam geralmente de divertidos e agradáveis, elogiando seu diálogo bem-humorado e esconderijos interessantes. Os críticos deram ao sistema de combate do jogo uma recepção mista; ele foi apreciado por sua camada única de estratégia, mas temido por ser difícil e pouco recompensador. Uma das poucas críticas da GameSpot ao jogo incluía o fato de os designs dos personagens serem menos charmosos do que os dos jogos anteriores.
Os três jogos lançado desde Sticker Star foram fortemente criticados pela remoção de elementos que tornavam os jogos RPG, como um sistema de XP (que os críticos acreditavam tornar o combate desnecessário), a remoção de personagens novos e originais e a remoção de outros aspectos exclusivos dos jogos anteriores.

### Inspiração
A franquia Paper Mario foi usada como inspiração para vários jogos indie. De acordo com Jose Fernando Gracia, da Moonsprout Games, o designer de jogos por trás de Bug Fables: The Everlasting Sapling, a franquia Paper Mario foi uma grande inspiração para o desenvolvimento do jogo. Bug Fables é semelhante aos dois primeiros jogos de Paper Mario, o que Gracia considera ser a razão do sucesso do jogo. Ele disse que criar um sistema de combate semelhante ao de Paper Mario era simples, mas não tanto quanto manter um estilo de humor semelhante. Nicolas Lamarche, que está desenvolvendo Born of Bread com Gabriel Bolduc Dufour, disse que o jogo mantém os principais conceitos de jogabilidade de RPG dos jogos de Paper Mario. Ele mencionou que seu objetivo final era selecionar o que tornava os elementos de RPG tão especiais. Entre os jogos semelhantes que a franquia inspirou estão Scrap Story, Seahorse Saga, e Tinykin.

### Vendas
Paper Mario foi o jogo mais vendido em sua primeira semana no Japão e em outras regiões, e vendeu 1,37 milhão de cópias, tornando-se um dos jogos mais vendidos para Nintendo 64. Assim como Paper Mario, The Thousand-Year Door foi o jogo mais vendido no Japão em sua primeira semana, e vendeu mais de 1,9 milhão de cópias em todo o mundo. É o décimo segundo jogo mais vendido para GameCube. Super Paper Mario foi o jogo mais vendido da semana em seu lançamento no Japão, sendo classificado como o terceiro jogo mais vendido para Wii em abril de 2007. Em 2008, o jogo havia vendido mais de 2 milhões de unidades em todo o mundo. Em 2014, o jogo havia vendido cerca de 4,23 milhões de cópias, sendo o jogo de Paper Mario mais vendido até hoje. Sticker Star vendeu cerca de 400 mil cópias no Japão em 2012, e quase 2 milhões em todo o mundo em março de 2013. Em 2020, o jogo havia atingido quase 2,5 milhões de vendas e também é um dos jogos mais vendidos para Nintendo 3DS. De acordo com um Livro Branco publicado pela Computer Entertainment Supplier's Association, Color Splash havia vendido mais de 60 mil unidades no Japão e quase 1,2 milhão de cópias em todo o mundo em julho de 2020, tornando-se um dos jogos mais vendidos para Wii U. The Origami King teve o melhor lançamento da franquia, tendo dobrado as vendas de lançamento de Super Paper Mario nos EUA, e o melhor lançamento da franquia em seu primeiro mês. Em dezembro de 2020, o jogo havia vendido 3,05 milhões de cópias, sendo o segundo mais vendido da franquia e tornando-se um dos jogos mais vendidos para Nintendo Switch. Em dezembro de 2023, o jogo havia vendido 3,47 milhões de cópias. O remake de The Thousand-Year Door vendeu 1,74 milhão de cópias em um mês após o lançamento, em junho de 2024. Em dezembro de 2024, o jogo já havia vendido 2,06 milhões de cópias.

### Prêmios e indicações
| Ano  | Publicação ou cerimônia          | Jogo indicado                       | Prêmio                                          | Resultado | Ref(s).         |
| ---- | -------------------------------- | ----------------------------------- | ----------------------------------------------- | --------- | --------------- |
| 2005 | Interactive Achievement Awards   | Paper Mario: The Thousand-Year Door | Jogo de RPG do Ano                              | Venceu    | [ 110 ]         |
| 2007 | 4.º British Academy Games Awards | Super Paper Mario                   | Inovação                                        | Indicado  | [ 161 ]         |
| 2007 | Spike Video Game Awards 2007     | Super Paper Mario                   | Melhor Jogo de Wii                              | Indicado  | [ 162 ]         |
| 2007 | 12.º Prêmios Satellite           | Super Paper Mario                   | Excelente RPG                                   | Venceu    | [ 163 ]         |
| 2012 | 16.º D.I.C.E. Awards             | Paper Mario: Sticker Star           | Jogo Portátil do Ano                            | Venceu    | [ 164 ]         |
| 2017 | 2017 Kids' Choice Awards         | Paper Mario: Color Splash           | Jogo Eletrônico Favorito                        | Indicado  | [ 165 ]         |
| 2020 | 2020 Golden Joystick Awards      | Paper Mario: The Origami King       | Melhor Jogo para a Família                      | Indicado  | [ 166 ] [ 167 ] |
| 2020 | 2020 Golden Joystick Awards      | Paper Mario: The Origami King       | Jogo da Nintendo do Ano                         | Indicado  | [ 166 ] [ 167 ] |
| 2020 | The Game Awards 2020             | Paper Mario: The Origami King       | Melhor Jogo para a Família                      | Indicado  | [ 168 ]         |
| 2025 | 14.º New York Game Awards        | Paper Mario: The Thousand-Year Door | Prêmio da Torre da Liberdade pelo Melhor Remake | Indicado  | [ 169 ]         |
| 2025 | 36.º GLAAD Media Awards          | Paper Mario: The Thousand-Year Door | Excelente Jogo Eletrônico                       | Indicado  | [ 170 ]         |

### Noutras mídias
Vários elementos de Paper Mario foram apresentados na franquia Super Smash Bros. O mais proeminente é o estágio "Paper Mario", um mapa baseado em vários jogos da franquia que se dobra em várias áreas com temas de jogos específicos, como Sticker Star e The Thousand-Year Door. O mapa apareceu pela primeira vez em Super Smash Bros. for Nintendo 3DS e Wii U em 2014, e posteriormente apareceu em Super Smash Bros. Ultimate em 2018. Além disso, Ultimate apresentou "espíritos" — colecionáveis no jogo que representam vários personagens de jogos eletrônicos baseados em personagens da franquia. Os mais recentemente adicionados foram três personagens de The Origami King em agosto de 2020, sendo Rei Olly, Olivia e Princesa Peach após ser dobrada em origâmi.